# Hiroshi Yamauchi
Hiroshi Yamauchi (山内溥, Yamauchi Hiroshi; Kyoto, 7 november 1927 – aldaar, 19 september 2013) was de derde president van Nintendo van begin 1949 tot 31 mei 2002. Yamauchi was verantwoordelijk voor het transformeren van Nintendo van een kleine hanafuda speelkaartenfabrikant tot een van de grootste gamebedrijven. Yamauchi werd opgevolgd door Satoru Iwata. Yamauchi bezat ook een baseballploeg, de Seattle Mariners.

## Biografie
Hiroshi Yamauchi werd geboren als zoon van Shikanojo Inaba en Kimi Yamauchi. Zijn vader, Shikanojo, nam voor zijn geboorte de Yamauchi familienaam aan. Maar in 1933 liet Shikanojo zijn familie in de steek. Hiroshi werd daarop grootgebracht door zijn grootouders Sekiryo en Tei Yamauchi.
In 1940, toen hij twaalf jaar oud was, moest Yamauchi werken in een militaire fabriek tijdens de Tweede Wereldoorlog, omdat hij te jong was om te gaan vechten. Toen in 1945 de oorlog voorbij was, ging hij naar de Waseda-universiteit waar hij rechten studeerde.  Yamauchi was in zijn studententijd al eigenaar van een aantal bedrijven, waaronder een taxibedrijf.
In 1949, toen Yamauchi 21 was, kreeg zijn grootvader een beroerte en Yamauchi werd president van Nintendo. Kort daarna stierf zijn grootvader. Yamauchi probeerde in eerste instantie het bedrijf om te vormen tot een producent van speelgoedgeweren, later zelfs van kinderwagens en snacks. Die pogingen liepen op weinig uit en Nintendo moest aan het einde van de jaren zestig het faillissement aanvragen.
Yamauchi gaf de moed niet op en besloot zich met Nintendo voortaan op het ontwikkelen van spelcomputers en games te richten. Nintendo boekte vervolgens wereldwijde successen met het Nintendo Entertainment System (NES) en spelletjes als Super Mario Bros., Zelda en Donkey Kong. Later volgden nog andere succesvolle spelconsoles zoals de Game Boy.
In 2008 was Yamauchi de rijkste man van Japan met een geschat vermogen van 6 miljard euro. Zijn vermogen nam daarna af, vanwege de waardedaling van Nintendo door de concurrentiestrijd met Sony en zijn PlayStation.
Yamauchi was getrouwd met Michiko Inaba; het echtpaar had twee dochters, Yoki en Fujiko, en als jongste een zoon, Katsuhito.
Hij overleed op 19 september 2013, op 85-jarige leeftijd, als gevolg van complicaties bij een longontsteking.